# El Porvenir (Chiapas)
Pour les articles homonymes, voir El Porvenir.
El Porvenir est une municipalité du Chiapas, au Mexique. Elle couvre une superficie de 121,7 km2 et compte 14 121 habitants en 2015.